# Order Georgi Dimitrowa
Order Georgi Dimitrowa (bułg. Орден Георги Димитров) – jednoklasowe odznaczenie państwowe Bułgarii, ustanowione w 1950. Mimo ustanowienia Orderu Stara Płanina w 1966 jako najwyższe odznaczenie państwowe, Order Georgi Dimitrowa dalej pozostawał najwyższym odznaczeniem w Ludowej Bułgarii (wraz z Orderem 13 wieków Bułgarii)

## Historia
Order Georgi Dimitrowa został ustanowiony 17 czerwca 1950 dekretem Prezydium Zgromadzenia Narodowego. Autorem pierwotnego projektu był rzeźbiarz K. Lazarow i częściowej zmiany projektu przedłożonego grawer Onik Odabashyan.
Do roku 1952 był produkowany w prywatnej pracowni, a następnie w mennicy państwowej.
Pierwszym kawalerem orderu został 17 czerwca 1950 premier Bułgarskiej Republiki Ludowej Wyłko Czerwenkow.
Order został zniesiony 21 marca 1991 dekretem nr 1094 7-go Wielkiego Zgromadzenia Narodowego (Konstytuanty).

## Zasady nadawania
Order przyznawany był obywatelom Bułgarii oraz cudzoziemcom za wybitne osiągnięcia, wkład w obronę wolności i niepodległości Bułgarii oraz szczególne zasługi w budowaniu socjalizmu. Order nadawano automatycznie wszystkim osobom, które zostały uhonorowane tytułem Bohatera Bułgarskiej Republiki Ludowej i Bohatera Pracy Socjalistycznej.

## Opis odznaczenia
Odznakę stanowi medalion wykonany ze złota o wadze 31,6 gramów pokryty czerwoną emalią, na którym przedstawiono w złocie popiersie Georgi Dimitrowa z lewego profilu. Medalion posiada białą obwódkę. W dolnej części orderu znajduje się emaliowana na czerwono wstążka z napisem ГЕОРГИ ДИМИТРОВ. Po obu stronach medalionu przedstawiono snopki z kłosów pszenicy. W górnej części w miejscu ich zbiegania się umieszczono małą emaliowaną pięcioramienną gwiazdę, na dole zaś sierp i młot. Wymiary orderu – 45 na 42 mm.
Order zawieszony jest za pomocą pierścienia przewleczonego przez uszko przymocowane do gwiazdki na pięciokątnej blaszce obciągniętej ciemnoczerwoną wstążką z czerwonych paskami na brzegach. Przyznanie do końca 1950 roku ordery nie posiadały wstążki i były mocowane na agrafkę lub śrubkę.
Rewers Orderu jest całkowicie gładki z dwoma niewielkimi otworkami.
Baretka orderu w kolorze ciemnoczerwonym z dwoma czerwonymi paskami na brzegach.